# NGC 7282
NGC 7282 é uma galáxia espiral barrada (SBb) localizada na direcção da constelação de Lacerta. Possui uma declinação de +40° 18' 56" e uma ascensão recta de 22 horas, 25 minutos e 53,9 segundos.
A galáxia NGC 7282 foi descoberta em 2 de Outubro de 1878 por Édouard Jean-Marie Stephan.